# Trương Thanh Đăng
Trương Thanh Đăng (1895–1985), biệt danh là "Sa Long Cương", quê Bình Thuận, là người đã sáng lập võ đường Sa Long Cương năm 1964 tại Sài Gòn, về sau trở thành một hệ phái võ cổ truyền Việt Nam Bình Định - Sa Long Cương.
Từ 14 tuổi đến 29 tuổi, ông học võ Bình Định và võ Thiếu Lâm với các võ sư: Hai Cụt, Trương Trạch, Đinh Cát, Vĩnh Phúc... Năm 30 tuổi, ông bắt đầu dạy võ, nhưng mãi đến năm 1964, khi đã 70 tuổi, ông mới mở võ đường Sa Long Cương. Chương trình dạy của ông phối hợp hai môn võ Bình Định và võ Thiếu Lâm. Ngày nay, các thế hệ học trò của ông lấy tên gọi hệ phái là "Võ thuật cổ truyền Việt Nam Bình Định - Sa Long Cương".

## Thời kỳ học võ Bình Định
Võ sư Trương Thanh Đăng (được môn sinh gọi là sư trưởng), gốc người miền Trung Việt Nam, ngay từ thuở ấu thơ đã có khiếu học võ. Năm 14 tuổi, ông xin phép song thân ra tỉnh Bình Định (vì lúc này cả gia quyến đang ở trong Nam) tầm sư học võ. Trước hết, ông thụ giáo ông Hai Cụt ở làng Cẩm Thượng, rồi sau may mắn gặp được ông cử nhân võ Trương Trạch ở quận Phù Mỹ. Học được một thời gian, lại gặp ông Đinh Cát và nhờ ông hết lòng dạy bảo. Sau, ông tìm đến hai làng An Vinh, An Thái (nằm hai bên bờ con sông An Thái) và lưu lại tập luyện tại đây ít lâu. Bấy giờ ông đã 29 tuổi; tính ra đã học võ được 15 năm với những bậc thầy có tiếng. Hồi ấy, tập luyện rất khổ nhọc, thiếu thốn phương tiện, lại phải học lén lút vì sợ thực dân Pháp hay được là bắt giết. Các thầy võ thường dạy học trò vào ban đêm, có khi kín đáo tập trong nhà, có khi phải vào rừng luyện võ. Các võ sư đặc biệt chú trọng đến căn bản, Trương Thanh Đăng đã phải miệt mài tập ròng rã trong hơn 3 năm liền trước khi đi bài, vì đó là tất cả những gì cốt yếu nhất của môn phái.
Trong 15 năm ấy, Trương Thanh Đăng còn giao thiệp với các danh sư chọc trời khuấy nước như các ông Hai Cửu, Đoàn Phong, Mười Đậu, Xã Búp, Năm Tường, để trao đổi kiến thức võ học.

## Thời kỳ học võ Thiếu Lâm
Ban đầu, Trương Thanh Đăng học ông Vĩnh Phúc, người miền Bắc Việt Nam, môn đệ của chùa Thiếu Lâm. Ông học ròng rã trong vòng 7 năm với vị võ sư này. Sau, Trương Thanh Đăng trở về Phan Thiết gặp một người thầy Tàu người Phúc Kiến, cũng là môn sinh của Thiếu Lâm Tự, mời ông về dạy. Tuy nhiên, những điều ông giảng dạy thì Trương Thanh Đăng cũng đã từng học nên cuối cùng, ông chỉ thụ giáo được ở vị võ sư này môn ném ám khí mà thôi. Sau cùng, Trương Thanh Đăng gặp ông Tàu người Hẹ, học được một bài Tứ Môn Chương và bài nhuyễn tiên (dây xích sắt) gọi là Cửu Liên Hoàn.
Với tất cả những kiến thức sẵn có về võ Bình Định và võ Thiếu Lâm, qua một thời gian học tập gần 30 năm tầm sư học đạo, Trương Thanh Đăng còn may mắn được ngoại tổ dạy cho kinh nghiệm và tâm lý chiến đấu, vì tổ hồi xưa chuyên dạy các người đi thi võ.

## Thời kỳ xuất sư
Bắt đầu từ năm 1925, khi Trương Thanh Đăng được 30 tuổi, sau 16 năm ròng rã chuyên cần tập luyện ông đã mở trường dạy võ tại Phan Thiết.
Năm năm sau tức năm 1930, ông vào Sài Gòn (luyện võ trong thời gian đó thường bị chính quyến thực dân cản ngại).Tại đây, ông vẫn tiếp tục dạy võ nhưng dưới hình thức kín đáo bằng cách dạy Tư gia và phổ biến bằng cách rỉ tai.
Qua năm 1964, thiếu tá Đạt lập lại Tổng cuộc Quyền thuật Việt Nam, Trương Thanh Đăng nhập Tổng cuộc, được cấp chứng minh thư võ sư, được phép lập phòng tập, lúc ấy ông mới dựng bảng hiệu cho võ đường của mình.

## Tam nguyệt
Trương Thanh Đăng cùng Vũ Bá Oai, người thành lập Hàn Bái Đường và Quách Văn Kế, người thành lập Lam Sơn Võ Đạo được giới võ thuật ở miền Nam Việt Nam trước 1975 gọi là "tam nguyệt" (ba mặt trăng).
21 năm sau ngày hoạt động chính thức, thừa kế và truyền bá di sản võ thuật truyền thống bất khuất của dân tộc, Sư Trưởng đã qua đời vào ngày 17 tháng 9 năm 1985 (tức ngày mùng 3 tháng 8 năm Ất Sửu) hưởng thọ 91 tuổi.